# Rază

O rază a acestui cerc este segmentul colorat cu roșu

În geometria clasică o rază a unui cerc sau a unei sfere este o dreaptă ce unește centrul acesteia de unul din punctele sale. La aceste figuri, raza este 1/2 din diametru.
Raza Pământului este distanța medie de la centrul geometric al Terrei până la suprafața sa (neregulată). În știință și tehnică, pentru obiectele necirculare și nesferice, mai este folosit termenul de „rază de curbură”, referitor la curbura locală din puncte anume de la periferia acestora.
Mai general - în geometrie, tehnică, studiul graficelor, și multe alte contexte - raza (unui cilindru, a unui poligon, a unui grafic, a unei componente mecanice etc.) este distanța de la centrul sau axa de simetrie a unui corp până la punctele ce delimitează corpul. În acest caz, raza poate fi mai mult de jumătate din diametru.
Relația dintre rază și circumferința unui cerc este {\displaystyle r={\frac {c}{2\pi }}}. 